# Netsky (musicien)
Pour les articles homonymes, voir Netsky.
Boris Daenen (né le 5 avril 1989), plus connu sous le nom de scène Netsky, est un DJ, compositeur, musicien et producteur belge de drum and bass, originaire de Edegem. Le nom Netsky provient du ver informatique du même nom.

## Biographie
Boris Daenen commença des études de Digital Media Producer à la haute école Lessius d’Anvers, après ses secondaires. Durant sa formation, il commença déjà à travailler sur ce qui allait devenir son premier album. Après deux ans il arrêta  ses études à la haute école Lessius.
Netsky utilisa la boîte d’envoi AIM, un moyen d’Hospital Records pour envoyer ses propres productions et pour ainsi vendre sa musique ultérieurement. Finalement, il sort un single via un record label[Quoi ?] du Royaume-Uni. Après des envois répétés, il reçoit à la fin de 2009 un contrat offert par Hospital Records, qui est la maison de disques, d’entre autres, High Contrast et London Elektricity, ce premier a également influencé sa musique actuelle.
Il sort son premier single, l’iconique Memory Lane qui arrive rapidement au sommet des charts. Grâce à ce single, il obtient la deuxième place dans les catégories « Breakthrough DJ » et « Best Liquid DJ » aux Drum and Bass Awards de 2010. Son premier album sort quelques mois plus tard, sobrement intitulé Netsky. Le 31 mai 2010, il est disponible sur disques vinyles, CD et version numérique.
À partir de ce moment, Netsky est promu aux quatre coins du monde. Une voix classique et un nouveau son sont devenus sa marque de fabrique.
Le morceau Moving With You devint un hit principalement en Belgique, ce fut un des premiers morceaux de drum and bass à passer sur les radios néerlandophones belges. Ensuite, Netsky fut choisi comme « Meilleur Dj Belge » par Studio Brussel.
Netsky s’illustre également en remixant des tubes de l’électro comme : One (Swedish House Mafia), Withcraft (Pendulum), Nobody’s Perfect (Jessie J), Black & Blue (Miike Snow), Finale (Madeon), The Recluse (Plan B), et Everyday (Rusko).
Ses prestations ne passent pas inaperçues lors de festivals comme Tomorrowland, Pukkelpop, Lowlands et Cramerock par exemple.
Le 16 janvier 2012, Netsky sort le single Give & Take et Come Alive le 21 mai. Le 25 juin, c'est le tour de son deuxième album 2 qui comporte 16 morceaux dont 6 featuring ainsi que le morceau Get Away From Here en duo avec la prestigieuse chanteuse louvaniste Selah Sue. Le troisième single Love Has Gone parait le 30 juillet. Quelques mois plus tard, le 5 novembre, il sort un quatrième single We can only live today (Puppy) qui sera présent sur l’édition 2 Deluxe qui, elle, sortira le 19 novembre. Cette réédition comprend de nombreux remix, trois versions live (Come Alive, Give & Take et Wanna Die For You) ainsi que deux titres inédits : 500 days of summer et No Strings Attached.
Le vendredi 6 avril 2012, Netsky joue pour la première fois Netsky LIVE!, à la Brixton Academy. Un show live complet avec lequel il tourne actuellement dans le monde avec entre autres le MC Steve Script, le batteur Michael Schack et les clavistes Babl et Mc Darisson.
Il entame une tournée mondiale en passant d’abord par de grands festivals belges comme Rock Werchter, où la chanteuse Selah Sue le rejoindra sur scène, Pukkelpop ou encore I Love Techno. À partir du mois de novembre, Netsky se rend en France et aux Pays-Bas mais aussi en Angleterre, Allemagne, Italie, Espagne, Nouvelle-Zélande, Malaisie, Corée du Sud, Japon ou encore la Thaïlande. Il achève sa tournée le 27 avril 2013, chez lui, à la Lotto Arena d’Anvers.
Au Music Industry Awards 2012, il gagne un prix dans la catégorie « meilleur artiste solo masculin », en outre le prix dans la catégorie « meilleur artiste de dance music ». Netsky fut nommé dans cinq catégories : « hit de l’année », « meilleur album », « meilleur artiste solo masculin », « meilleur artiste de dance music » et « meilleur live ». Il remporte également quatre Red Bull Elektropedia Awards lors du festival I Love Techno (« artiste de l'année », « meilleur morceau », « meilleur album » et « meilleur live act »).
En juin 2014, il sort en nouveau single Running Low en collaboration avec Beth Ditto, la chanteuse du groupe Gossip.
En aout 2015, il sort un nouveau single Rio avec Digital Farm Animals.

## Discographie

### Albums
| Année | Single                                                                | Album         |
| ----- | --------------------------------------------------------------------- | ------------- |
| 2010  | Iron Heart                                                            | Netsky        |
| 2010  | Moving With You (featuring Jenna G)                                   | Netsky        |
| 2010  | Secret Agent                                                          | Netsky        |
| 2010  | Mellow                                                                | Netsky        |
| 2010  | I Can't Hold It                                                       | Netsky        |
| 2010  | Storm Clouds                                                          | Netsky        |
| 2010  | Gravity                                                               | Netsky        |
| 2010  | Let's Leave Tomorrow                                                  | Netsky        |
| 2010  | Rise And Shine                                                        | Netsky        |
| 2010  | The Magic Russian Bottle                                              | Netsky        |
| 2010  | Endless Search                                                        | Netsky        |
| 2010  | Lost Without You                                                      | Netsky        |
| 2010  | Pirate Bay                                                            | Netsky        |
| 2012  | Give & Take                                                           | 2             |
| 2012  | Come Alive                                                            | 2             |
| 2012  | 911                                                                   | 2             |
| 2012  | Jetlag Funk                                                           | 2             |
| 2012  | Love Has Gone                                                         | 2             |
| 2012  | The Whistle Song (featuring Dynamite MC)                              | 2             |
| 2012  | Wanna Die For You (featuring Diane Charlemagne)                       | 2             |
| 2012  | Get Away From Here (featuring Selah Sue)                              | 2             |
| 2012  | Squad Up (featuring Jimmy Jams)                                       | 2             |
| 2012  | Puppy                                                                 | 2             |
| 2012  | When Darkness Falls (featuring Bridgette Amofah)                      | 2             |
| 2012  | Detonate                                                              | 2             |
| 2012  | No Beginning                                                          | 2             |
| 2012  | Dubplate Special (featuring Darrison)                                 | 2             |
| 2012  | Drawing Straws                                                        | 2             |
| 2016  | Thunder (featuring Emeli Sandé)                                       | 3             |
| 2016  | Work It Out (featuring Digital Farm Animal)                           | 3             |
| 2016  | Rio (featuring Digital Farm Animal)                                   | 3             |
| 2016  | Leave It Alone (featuring Saint Raymond)                              | 3             |
| 2016  | Who Knows (featuring Paije)                                           | 3             |
| 2016  | Go 2                                                                  | 3             |
| 2016  | High Alert (featuring Sara Hartman)                                   | 3             |
| 2016  | TNT (featuring Dave 1 from Chromeo)                                   | 3             |
| 2016  | Stay Up With Me (featuring Arlissa)                                   | 3             |
| 2016  | Forget What You Look Like (featuring lowell)                          | 3             |
| 2016  | Bird Of Paradise                                                      | 3             |
| 2016  | Higher Jauz & Netsky                                                  | 3             |
| 2020  | Hold On (featuring Becky Hill)                                        | Second Nature |
| 2020  | Mixed Emotions (featuring Montell2099)                                | Second Nature |
| 2020  | Destiny Netsky & Sub Focus (featuring Jozzy)                          | Second Nature |
| 2020  | I Choose You                                                          | Second Nature |
| 2020  | Broken Bottles                                                        | Second Nature |
| 2020  | Blend Netsky & Rudimental (featuring Afronaut Zu)                     | Second Nature |
| 2020  | Let Me Hold You Netsky & Hybrid Minds                                 | Second Nature |
| 2020  | Look At Me Go (featuring Darren Styles)                               | Second Nature |
| 2020  | Don't Care What People Say                                            | Second Nature |
| 2020  | Complicated                                                           | Second Nature |
| 2020  | Free                                                                  | Second Nature |
| 2020  | I See The Future In Your Eyes                                         | Second Nature |
| 2020  | Waiting All Day To Get To You                                         | Second Nature |
| 2020  | Power Netsky & Urbandawn                                              | Second Nature |
| 2020  | Float                                                                 | Second Nature |
| 2020  | Dreaming Of You (featuring Elias)                                     | Second Nature |
| 2020  | Everybody Loves The Sunshine (featuring Daddy Waku & Chantal Kashala) | Second Nature |
| 2020  | Basic Instinct                                                        | Second Nature |

### EP
| Année | Single                                              | EP           |
| ----- | --------------------------------------------------- | ------------ |
| 2018  | Voodoo Magic Netsky & Stargate (featuring Toulouse) | Abbot Kinney |
| 2018  | Big Hearts Netsky & Stargate (featuring Kyle)       | Abbot Kinney |
| 2018  | Anything 4 U Netsky & 1991                          | Abbot Kinney |
| 2018  | Nobody Netsky & Stargate                            | Abbot Kinney |
| 2018  | Thank You (featuring Yozzy)                         | Abbot Kinney |

### Singles
| Année | Single                                   |
| ----- | ---------------------------------------- |
| 2009  | King of the Stars Netsky & Crystal Clear |
| 2009  | Prisma                                   |
| 2009  | Tomorrow's Another Day                   |
| 2009  | Starlight                                |
| 2009  | Young And Foolish                        |
| 2009  | Everyday                                 |
| 2009  | Come Back Home                           |
| 2009  | Generations (S.P.Y Remix)                |
| 2009  | Hold On To Love BCee & Netsky            |
| 2009  | I Refuse                                 |
| 2009  | Midnight Express                         |
| 2010  | Eyes Closed                              |
| 2010  | Smile                                    |
| 2010  | Turn Up (The Music)                      |
| 2010  | Memory Lane Camo & Krooked & Netsky      |
| 2010  | Your Way                                 |
| 2010  | Daydreaming                              |
| 2014  | Running Low (featuring Beth Ditto)       |
| 2017  | Here With You Netsky & Lost Frequencies  |
| 2018  | Tequila Limonada (featuring A.Chal)      |
| 2018  | Ice Cold Netsky & David Guetta           |

### Remixes
| Année | Remix                                                   | Paru sur l'album                                      |
| ----- | ------------------------------------------------------- | ----------------------------------------------------- |
| 2009  | Miike Snow - Black And Blue (Netsky Remix)              | Black And Blue (Remixes)                              |
| 2010  | CHEW Lips - Karen (Netsky Remix)                        | Karen                                                 |
| 2010  | Mutated Forms - Glory Days (Never Again) (Netsky Remix) | Time to Shine / Glory Days (Never Again) Netsky Remix |
| 2010  | Audio Bullys - Only Man (Netsky Remix)*                 |                                                       |
| 2010  | Pendulum - Witchcraft (Netsky Remix)                    |                                                       |
| 2010  | Swedish House Mafia - One (Netsky Remix)                | One - Single                                          |
| 2010  | Underworld ft. High Contrast - Scribble (Netsky Remix)  | Scribble (single)                                     |
| 2010  | Shameboy - Strobot (Netsky Remix)                       | Strobot/Seaside EP                                    |
| 2010  | Rusko - Everyday (Netsky Remix)                         | Everyday                                              |
| 2011  | Jessie J - Nobody's Perfect (Netsky Remix)              | Nobody's Perfect - Single                             |
| 2011  | B.O.B. - Airplanes (Netsky Remix)                       |                                                       |
| 2011  | Skream - Anticipate ft. Sam Frank (Netsky Remix)        | Hospitality Drum & Bass 2012                          |
| 2012  | Madeon - Finale (Netsky Remix)                          | The City                                              |
| 2012  | Epic Mickey 2 (Netsky Remix)                            | We Can Only                                           |
| 2012  | Wanna Die For You (Metrik & Netsky Rework)              | 2 Deluxe                                              |
| 2016  | Ed Sheeran - Don't (Netsky Remix)                       |                                                       |
| 2016  | Jack Ü - Take Ü There (Netsky Remix)                    | Take Ü There Remixes                                  |
| 2017  | Dua Lipa - Be The One (Netsky Remix)                    |                                                       |

### Participation
- Danny Byrd - Tonight (featuring Netsky)